# Moenkhausia diamantina
Moenkhausia diamantina är en fiskart som beskrevs av Benine, Castro och Santos 2007. Moenkhausia diamantina ingår i släktet Moenkhausia och familjen Characidae. Inga underarter finns listade i Catalogue of Life.